# Сербулов, Владимир Фёдорович
Владимир Фёдорович Сербулов (1921—1993) — майор Советской Армии, участник Великой Отечественной войны, Герой Советского Союза (1944).

## Биография
Владимир Сербулов родился 25 апреля 1921 года в городе Бобринец (ныне — в Кировоградской области Украины). После окончания десяти классов школы проживал в Ворошиловграде, работал в артели. В октябре 1940 года Сербулов был призван на службу в Рабоче-крестьянскую Красную Армию. В ноябре 1941 года он окончил Орловское пехотное училище. С ноября 1943 года — на фронтах Великой Отечественной войны.
К апрелю 1944 года старший лейтенант Владимир Сербулов командовал ротой 431-го стрелкового полка 52-й стрелковой дивизии 57-й армии 3-го Украинского фронта. Отличился во время освобождения Молдавской ССР. 13 апреля 1944 года рота Сербулова переправилась через Днестр в районе села Бычок Григориопольского района и приняла активное участие в боях за захват и удержание плацдарма на его берегу. Оказавшись в окружении, Сербулов с товарищами держал круговую оборону двенадцать часов, отразив шесть немецких контратак. В критический момент боя он вызвал огонь на себя, получил ранение, но продолжал сражаться.
Указом Президиума Верховного Совета СССР от 13 сентября 1944 года за «мужество, отвагу и героизм, проявленные в борьбе с немецкими захватчиками», старший лейтенант Владимир Сербулов был удостоен высокого звания Героя Советского Союза с вручением ордена Ленина и медали «Золотая Звезда» за номером 3423.
Участвовал в советско-японской войне. В 1947 году в звании майора Сербулов был уволен в запас. Проживал и работал сначала в Казахской ССР, затем в Луганске. Умер 9 октября 1993 года, похоронен в Луганске.
Был также награждён орденами Александра Невского, Отечественной войны 1-й и 2-й степеней, Красной Звезды, рядом медалей.
Дети: Сербулов Владимир Владимирович (10 декабря 1950 — 12 января 2008), Сербулова Лариса Владимировна, Сербулова Елена Владимировна.
Владимир и Лариса — близнецы. Елена — старший ребенок. У Владимира 2-е детей.